# Cratere Horrocks

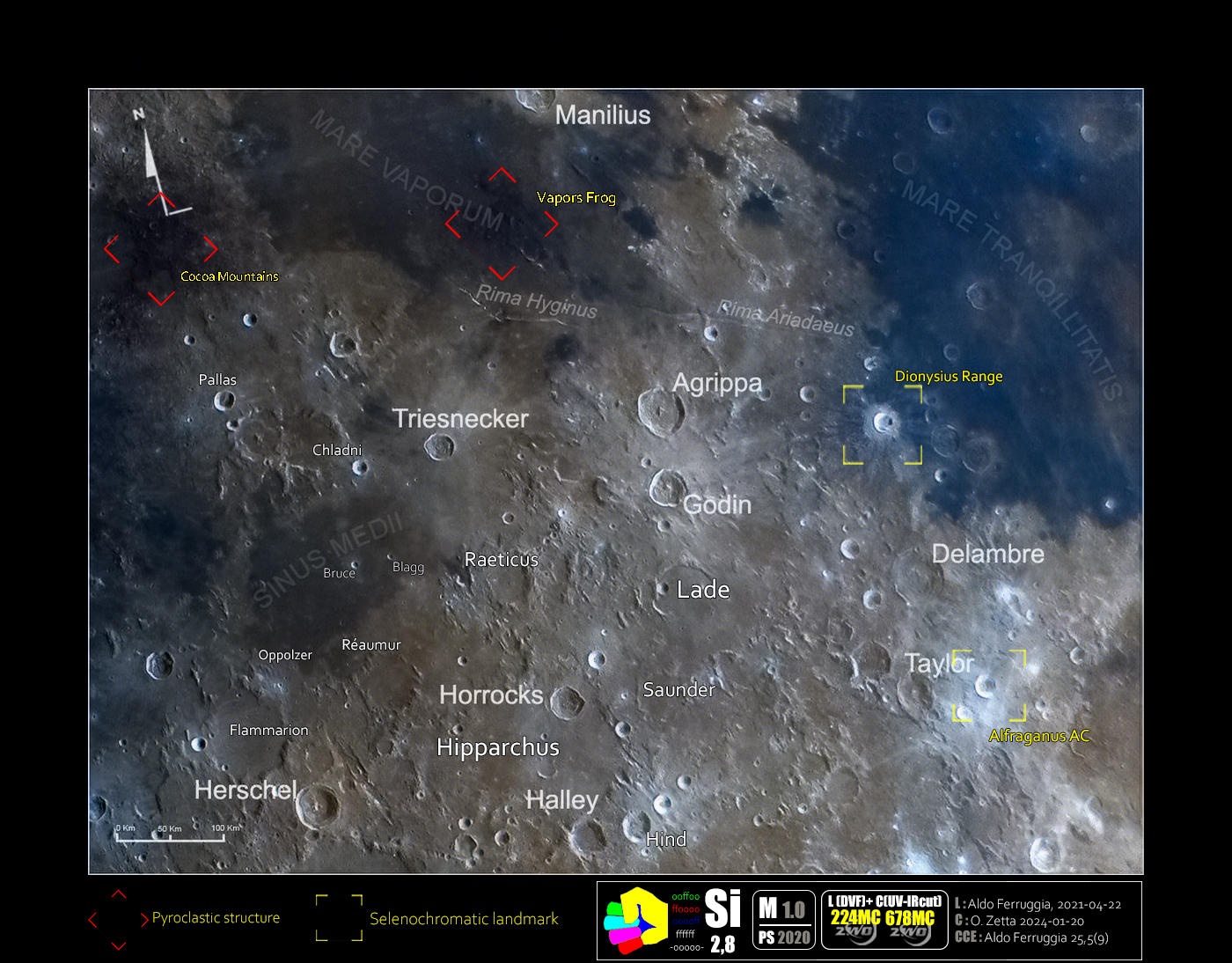
Il crater Horrocks e le strutture vicine con mineral postprocessing

Horrocks è un cratere lunare di 29,65 km situato nella parte sud-orientale della faccia visibile della Luna.
Il cratere è dedicato all'astronomo britannico Jeremiah Horrocks.

## Crateri correlati
Alcuni crateri minori situati in prossimità di Horrocks sono convenzionalmente identificati, sulle mappe lunari, attraverso una lettera associata al nome.
| Horrocks | Coordinate          | Diametro (in km) |
| -------- | ------------------- | ---------------- |
| M        | 4°04′12″S 7°37′12″E | 4,82             |
| U        | 3°11′24″S 4°44′24″E | 3,09             |